# Baby I Love U!
"Baby I Love U!" (poznatija kao "Baby I ♥ U!") pjesma je američke pjevačice Jennifer Lopez. Objavljena je 8. ožujka 2004. kao četvrti, ujedno i posljednji singl s njenog albuma This Is Me... Then u izdanju Epic Recordsa.

## O pjesmi
Pjesma je kao singl objavljena u nekolicini država. U SAD-u je postao jedan od njenih najneuspješnijih singlova dospjevši na 72. poziciju na ljestvici singlova. Za razliku od SAD-a, u Ujedinjenom Kraljevstvu singl je bio veoma uspješan dospjevši na treću poziciju. Singl je tamo prodan u 80.000 primjeraka i 65. je najprodavaniji singl 2004. godine. Postoji remiks pjesme na kojem gostuje R. Kelly, a svojevremeno je imao mali airplay na američkim urbanim radiopostajama. Remiks se nalazi na bonus CD-u na njenom DVD-u iz 2003. The Reel Me.

## Popis pjesama

### Britanski CD singl
1. "Baby I Love U!" (albumska verzija)
2. "Baby I Love U!" (remiks ft. R. Kelly)
3. "Baby I Love U!" (video)

### Nizozemski CD singl
1. "Baby I Love U!" (albumska verzija)
2. "Baby I Love U!" (remiks ft. R. Kelly)

## Videospot
Video za pjesmu snimljen je 2003. godine pod redateljskom palicom Melerta Avisa. Video uključuje scene iz filma Gigli. Video je objavljen prije objave filma, a premijeru je doživio na MTV-u. U vrijeme izdanja filma objavljena je generičnija verzija videa, a original je posve uklonjen iz prodaje i emitiranja.

## Ljestvice
| Ljestvice (2004.)                     | Pozicija |
| ------------------------------------- | -------- |
| Irska                                 | 16       |
| Ujedinjeno Kraljevstvo                | 3        |
| SAD (Billboard Hot 100)               | 72       |
| SAD (Billboard Hot R&B/Hip-Hop Songs) | 55       |